# 新神戶站

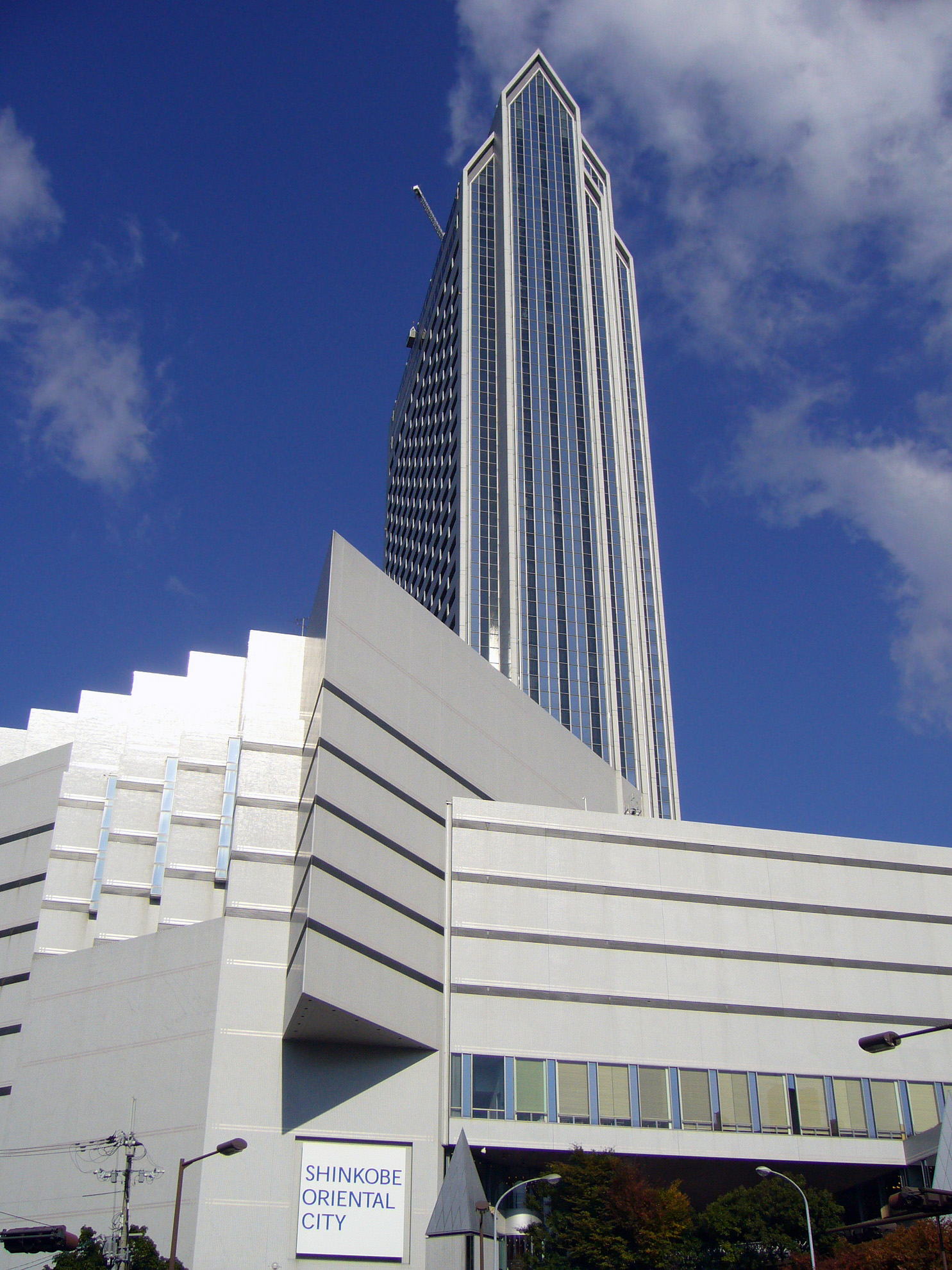
神戶市營地下鐵站

新神戶站（日语：／ Shin-kōbe eki */?）位於日本兵庫縣神戶市中央區，是西日本旅客鐵道（JR西日本）、神戶市營地下鐵的鐵路車站。神戶市營地下鐵車站編號為S02。

## 概要
本站位於神戶市中心北側，緊鄰六甲山山腳，在JR部分僅有新幹線通過，未有其他在來線接續，新幹線所有通過列車皆會在本站停靠。由於在規劃山陽新幹線路線時，為避開神戶市市區，新幹線路線是沿著六甲山山麓開設大量隧道從神戶市中心北側通過，包括長度16公里的六甲隧道和長度近8公里的神戶隧道。新神戶車站設於此兩隧道之間，在月台上即可直接看見兩端的隧道口。
雖然未直接與JR的在來線相接，但可透過神戶市營地下鐵連結位於神戶市中心的三宮車站，或通過北神急行電鐵連結神戶電鐵有馬線進入神戶市北部地區。
本站是日本國有鐵道及分割民營化之後的JR唯一一座沒有在來線連接，但以特例方式適用特定都區市內票價制度的新幹線車站。若購買的是可搭乘至神戶市特定都區市內車站的車票，則出站時需使用黃色的驗票閘門出站。

## 車站構造

### JR西日本
因前後緊鄰隧道的地形限制，僅設對向式月台共2面2線。地上2樓為車站大廳與剪票口，地上3樓為高架車站，設立有剪票口，自動剪票機。2018年8月27日啟用第二月台的第二代半高式月台門；2019年7月19日啟用第一月台的第二代半高式月台門。

#### 月台配置
| 月台 | 路線       | 方向 | 目的地                           |
| ---- | ---------- | ---- | -------------------------------- |
| 1    | 山陽新幹線 | 下行 | 岡山、廣島、博多、鹿兒島中央方向 |
| 2    | 山陽新幹線 | 上行 | 新大阪、名古屋、東京方向         |

### 神戶市營地下鐵
地下鐵部份於1985年6月18日啟用，地下2樓為車站大廳與剪票口，地下3樓為包括側式月台1面1線與島式月台1面2線，共2面3線的地下車站。
地下鐵車站以往為神戶市營地下鐵與北神急行電鐵共用。2020年6月1日起，北神急行電鐵的北神線移轉給神戶市交通局營運，地下鐵站成為神戶市營地下鐵的單獨站。

#### 月台配置
| 月台 | 路線        | 目的地                     | 備註                                           |
| ---- | ----------- | -------------------------- | ---------------------------------------------- |
| 1    | 西神·山手線 | 往谷上、有馬溫泉、三田方向 | 有馬溫泉、三田方向需經谷上站轉乘神戶電鐵有馬線 |
| 1    | 西神·山手線 | 三宮、名谷、西神中央方向   | 部分於此站折返的列車                           |
| 2    | 西神·山手線 | 三宮、名谷、西神中央方向   | 谷上開出的列車                                 |
| 3    | 西神·山手線 | 三宮、名谷、西神中央方向   | 此站折返的列車                                 |

## 使用情況
- JR西日本 - 根據神戶市統計書[3]」，2017年度1日平均上車人次為9,674人。
- 神戶市交通局 - 根據神戶市統計書[3]，2017年度1日平均上車人次為23,304人。
西神·山手線車站次於三宮站、名谷站、西神中央站排行第4位。但是包括了來自北神急行電鐵的直通乘客與往北神急行電鐵的上車人次數值。

各年度1日平均上車人次如下表。
| 年度               | JR西日本         | 神戶市交通局     |
| 年度               | 1日平均 上車人次 | 1日平均 上車人次 |
| ------------------ | ---------------- | ---------------- |
| 1995年（平成07年） | 5,576            | 27,506           |
| 1996年（平成08年） | 6,276            | 26,664           |
| 1997年（平成09年） | 6,219            | 25,425           |
| 1998年（平成10年） | 6,119            | 24,534           |
| 1999年（平成11年） | 5,934            | 23,164           |
| 2000年（平成12年） | 6,362            | 22,120           |
| 2001年（平成13年） | 6,332            | 20,735           |
| 2002年（平成14年） | 6,321            | 23,604           |
| 2003年（平成15年） | 6,349            | 21,934           |
| 2004年（平成16年） | 6,603            | 21,555           |
| 2005年（平成17年） | 6,975            | 21,810           |
| 2006年（平成18年） | 7,198            | 21,944           |
| 2007年（平成19年） | 7,541            | 22,400           |
| 2008年（平成20年） | 7,652            | 22,622           |
| 2009年（平成21年） | 7,187            | 23,306           |
| 2010年（平成22年） | 7,631            | 23,393           |
| 2011年（平成23年） | 8,002            | 23,560           |
| 2012年（平成24年） | 8,340            | 24,008           |
| 2013年（平成25年） | 8,627            | 22,515           |
| 2014年（平成26年） | 8,770            | 22,359           |
| 2015年（平成27年） | 9,186            | 22,751           |
| 2016年（平成28年） | 9,277            | 22,805           |
| 2017年（平成29年） | 9,674            | 23,304           |

## 相鄰車站
西日本旅客鐵道
山陽新幹線
新大阪－新神戶－西明石
 神戶市營地下鐵
西神·山手線
谷上（S01）－新神戶（S02）－三宮（S03）

## 外部連結
- 新神戶｜車站資訊：JR出門網 - 西日本旅客鐵道
- 新神戶站 （页面存档备份，存于） - 神戶市交通局

34°42′23″N 135°11′45″E / 34.70639°N 135.19583°E